# 메리앤 대시우드
메리앤 대시우드(영어: Marianne Dashwood)는 제인 오스틴의 소설 《이성과 감성》의 주인공이다. 밝고 적극적인 성격으로 제목의 '감성'을 상징하는 인물이다. 브랜던 대령의 구애를 받았으나, 나이 많고 재미없는 그를 무시하고 자신과 비슷한 성격의 존 윌러비와 만난다. 그러나 윌러비의 속물적인 뒷모습을 알게 된 후 브랜던의 구애를 받아들여 마지막에 결혼한다.
1995년작 영화 《센스 앤 센서빌리티》에서는 케이트 윈슬렛이 연기했다. 2008년작 미니시리즈 《이성과 감성》에서는 체리티 웨이크필드이가 연기했다.

## 담당 배우

### 영화
- 센스 앤 센서빌리티(1995) - 케이트 윈슬렛
- 프롬 프라다 투 나다(2003) - 알렉사 베가(메리 도밍게스)

### TV 드라마
- 이성과 감성(1981) - 트레이시 차일즈
- 이성과 감성(2008) - 체리티 웨이크필드